# União Desportiva Sardinha e Caça de Água-Izé
A União Desportiva Sardinha e Caça de Água-Izé, mais conhecida pela sigla UDESCAI, é um clube multiesportes africano da Ilha de São Tomé, em São Tomé e Príncipe.
Atualmente, disputa a primeira divisão do Campeonato Santomense de Futebol, do qual foi vice-campeão no ano de 2004.

## Títulos
- Liga Insular de São Tomé: 1 (2004)